# Eurocon 2007
Eurocon 2007, acronim pentru Convenția europeană de science fiction din 2007, a avut loc la Copenhaga în  Danemarca, pentru prima oară în această țară.